# 申津
申津，旧译聖金，是阿爾巴尼亞西北部列澤州的滨海城鎮及旧市镇，2015年地方政府改革后成为莱什市镇的一个行政分区。2011年人口普查时人口数量为8,091人。申津旅游业逐渐发展，以其沙滩和度假区而著称。申津港位于此镇。

## 外部連結
- 莱什市镇官方网站 （页面存档备份，存于） （阿爾巴尼亞文）